# Schizachyrium
 (décembre 2020).
Le contenu est difficilement compréhensible vu les erreurs de traduction, qui sont peut-être dues à l'utilisation d'un logiciel de traduction automatique.
Genre
Synonymes
- Apogonia E.Fourn.[2]
- Schizopogon Rchb. ex Spreng.[2]
- Ystia Compère[2]

Schizachyrium est un genre de plantes monocotylédones de la famille des Poaceae (graminées), sous-famille des Panicoideae, très répandu dans les régions tropicales et subtropicales du monde, qui comprend environ 60 espèces.

## Étymologie
Le nom générique est dérivé des mots grecs anciens σχίζειν (schizein), qui signifie « diviser », et ἄχυρον (achyron ), qui signifie « balle ». Il se réfère soit à la glume, soit aux lemmes dentés,,.

## Liste d'espèces
Les espèces du genre comprennent: 
- Schizachyrium beckii Killeen - Bolivie
- Schizachyrium bemarivense A.Camus - Madagascar
- Schizachyrium brevifolium (Sw.) Nees ex Buse – Serillo dulce - répandu sous les tropiques
- Schizachyrium cirratum (Hack.) Wooton & Standl. - États-Unis (AZ NM TX), Mexique, Venezuela, Colombie, Équateur
- Schizachyrium claudopus (Chiov.) Chiov - Tanzanie, Zaïre, Zambie
- Schizachyrium condensatum (Kunth) Nees – Colombian bluestem - Antilles, Amérique latine du centre du Mexique à l'Uruguay
- Schizachyrium crinizonatum S.T.Blake - Australie
- Schizachyrium cubense (Hack.) Nash - Cuba
- Schizachyrium delavayi (Hack.) Bor - Chine, Himalaya
- Schizachyrium delicatum Stapf - Afrique tropicale
- Schizachyrium djalonicum Jacq.-Fél. - De la Guinée vers la Sierra Leone
- Schizachyrium dolosum S.T.Blake - Territoire du Nord, Queensland
- Schizachyrium exile (Hochst.) Pilg. - Afrique tropicale + australe; Sous-continent indien, Myanmar
- Schizachyrium fragile (R.Br.) A.Camus - Chine méridionale, Vietnam, Java, Nouvelle-Guinée, Nouvelle-Calédonie, Micronésie
- Schizachyrium gaumeri Nash - Péninsule du Yucatán, Chiapas
- Schizachyrium gracile (Spreng.) Nash - Antilles, Guatemala, Chiapas, Floride
- Schizachyrium gracilipes (Hack.) A.Camus - sud du Brésil, Paraguay, Uruguay, nord-est de l'Argentine
- Schizachyrium gresicola Jacq.-Fél - Ghana, Guinée, Mali, Nigéria
- Schizachyrium hatschbachii Peichoto - Brésil, nord de l'Argentine
- Schizachyrium impressum (Hack.) A.Camus - Jammu-et-Cachemire
- Schizachyrium jeffreysii (Hack.) Stapf - Angola, Zambie, Zimbabwe, Malawi, Mozambique, Botswana, Namibie, Limpopo, Mpumalanga
- Schizachyrium kwiluense Vanderyst ex Robyns - Zaïre, République du Congo
- Schizachyrium lomaense A.Camus - Sierra Leone, Libéria, Côte d'Ivoire
- Schizachyrium lopollense (Rendle) Sales - Angola, Zambie, Mozambique
- Schizachyrium maclaudii (Jacq.-Fél.) S.T.Blake - Afrique de l'Ouest
- Schizachyrium malacostachyum (J.Presl) Nash - Méso-Amérique, Colombie, Antilles
- Schizachyrium maritimum (Chapm.) Nash – Gulf bluestem - États-Unis (LA MS AL FL)
- Schizachyrium mexicanum (Hitchc.) A.Camus - Mexique
- Schizachyrium mitchellianum B.K.Simon - Australie occidentale
- Schizachyrium muelleri Nash - Veracruz
- Schizachyrium mukuluense Vanderyst - Zaïre
- Schizachyrium multinervosum Nash - Cuba
- Schizachyrium niveum (Avalez) Gould – Pinescrub bluestem - Floride, Géorgie
- Schizachyrium nodulosum (Hack.) Stapf - Afrique occidentale + centrale
- Schizachyrium occultum S.T.Blake - Territoire du Nord, Queensland
- Schizachyrium pachyarthron C.A.Gardner - Australie
- Schizachyrium parvifolium (Hitchc.) Borhidi & Catasús - Cuba
- Schizachyrium penicillatum Jacq.-Fél - Burkina Faso, Guinée, Sierra Leone
- Schizachyrium perplexum S.T.Blake - Territoire du Nord, Queensland
- Schizachyrium platyphyllum (Franch.) Stapf - Afrique, Madagascar
- Schizachyrium pseudeulalia (Hosok.) S.T.Blake - Flores, Maluku, Sulawesi, Philippines, Nouvelle-Guinée, Australie du Nord, Caroline IS
- Schizachyrium pulchellum (D.Don ex Benth.) Stapf - Afrique tropicale
- Schizachyrium radicosum Jacq.-Fél - Guinée
- Schizachyrium reedii (Hitchc. & Ekman) Borhidi & Catasús - Cuba
- Schizachyrium rhizomatum (Avalez) Gould – Florida Little Bluestem - Floride
- Schizachyrium ruderale Clayton - Afrique de l'Ouest
- Schizachyrium rupestre (K.Schum.) Stapf - Afrique tropicale, KwaZulu-Natal
- Schizachyrium salzmannii (Trin. Ex Steud.) Nash - Mexique, Honduras, Petites Antilles, Amérique du Sud
- Schizachyrium sanguineum (Retz.) Alston – Crimson bluestem - Afrique tropicale, Asie tropicale, Nouvelle-Guinée, Amérique latine, Antilles, États-Unis (AZ NM TX FL GA AL)
- Schizachyrium scabriflorum (Rupr. Ex Hack.) A.Camus - Bolivie, Paraguay, nord de l'Argentine, sud du Brésil
- Schizachyrium schweinfurthii (Hack.) Stapf - Afrique tropicale
- Schizachyrium scintillans Stapf -

Certaines espèces anciennement incluses dans Schizachyrum sont maintenant considérées comme mieux adaptées à d'autres genres : Andropogon, Dichanthium, Rottboellia, Sehima, Sphaerocaryum.